# Manuel Casanovas (organista)
Manuel Casanovas, organista actiu a principis del segle XIX, va desenvolupar la seva carrera al monestir de Banyoles. Reconegut per la seva dedicació al camp de la música religiosa, va destacar per la seva participació en un concurs convocat pel Capítol el dia 11 de novembre de 1804, on va competir amb deu altres candidats per a la plaça de mestre organista. Aquesta convocatòria posa de manifest la rellevància del seu paper en el panorama musical de l’època.